# Tury Oszvald
Tury Oszvald (János) (Csorna, 1808. december 27. – Komárom, 1874. április 10.) bölcseleti doktor, bencés áldozópap és tanár.

## Életpályája
1826. november 12-én lépett a rendbe, 1831. április 7-én szerzetesi fogadalmat tett, és 1834. július 20-án szentelték pappá. Pannonhalmán lett bölcseleti doktora, majd 1834 és 1845 közötti a rendi növendékek tanára volt. 1845 és 1850 között Győrött működött mint akadémiai tanár, 1850–51-ben gimnáziumi tanár volt Pannonhalmán. 1851–től 1861-ig főiskolai tanár, 1861–62-ben betegeskedett. 1862–től 1874-ig Komáromban működött mint rendi lelkész.

## Munkái
- Örömdal... Főtiszt. Kováts Tamás úrnak tiszteletére, midőn főapátságába iktattatnék... Győr, 1830
- Előkészület a betűszámtanhoz az alsóbb osztályok számára. Uo. 1850 (2. bőv. kiadás. Komárom, 1852)